# Parisocladus perforatus
Parisocladus perforatus är en kräftdjursart som först beskrevs av H. Milne Edwards 1840.  Parisocladus perforatus ingår i släktet Parisocladus och familjen klotkräftor. Inga underarter finns listade i Catalogue of Life.